# Ninoe dolichognatha
Ninoe dolichognatha är en ringmaskart som beskrevs av Rioja 1941. Ninoe dolichognatha ingår i släktet Ninoe och familjen Lumbrineridae. Inga underarter finns listade i Catalogue of Life.